# زیگورات

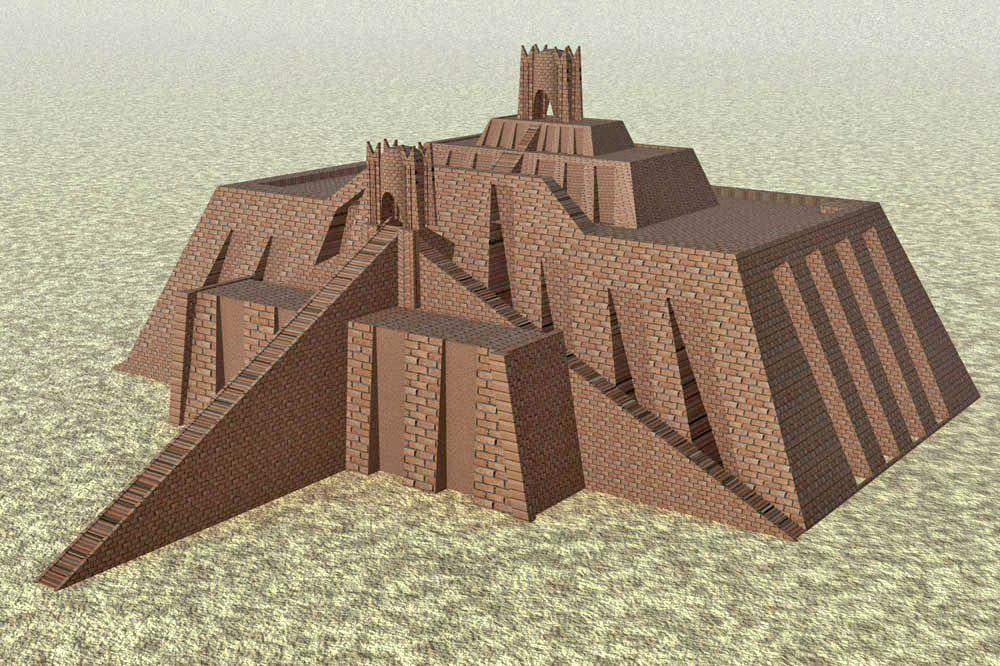
تصویری بازسازی‌شده با رایانه از زیگورات اور

در تمدن‌های باستانی آسیای غربی نیایشگاهی برای خدایان می‌ساختند که والاترین آن زیگورات نامیده می‌شد.
در زیگورات‌ها از بهترین و استوارترین مصالح ساختمانی آن زمان بهره گرفته شده است. زیگورات‌ها به شکل هرم هستند اما جنس آن‌ها از خشت یا آجرگلی بوده است.
زیگورات «ذیققوررت» کلمه‌ای اکدی است. واژه سومری آن زیقورات و ایلامی آن زیقورتو است.
در ایران تلفظ این کلمه از مقالات رومن گیرشمن گرفته شده و بیشتر «زیگورات» خوانده شده است، به معنای بلند و برافراشته ساختن.

## زیگورات
بنای کوه مانند سپندی (مقدسی) که با روند کاهشی سطح طبقات بالایی، پلکانی بیکران تا آسمان بنا می‌کند.

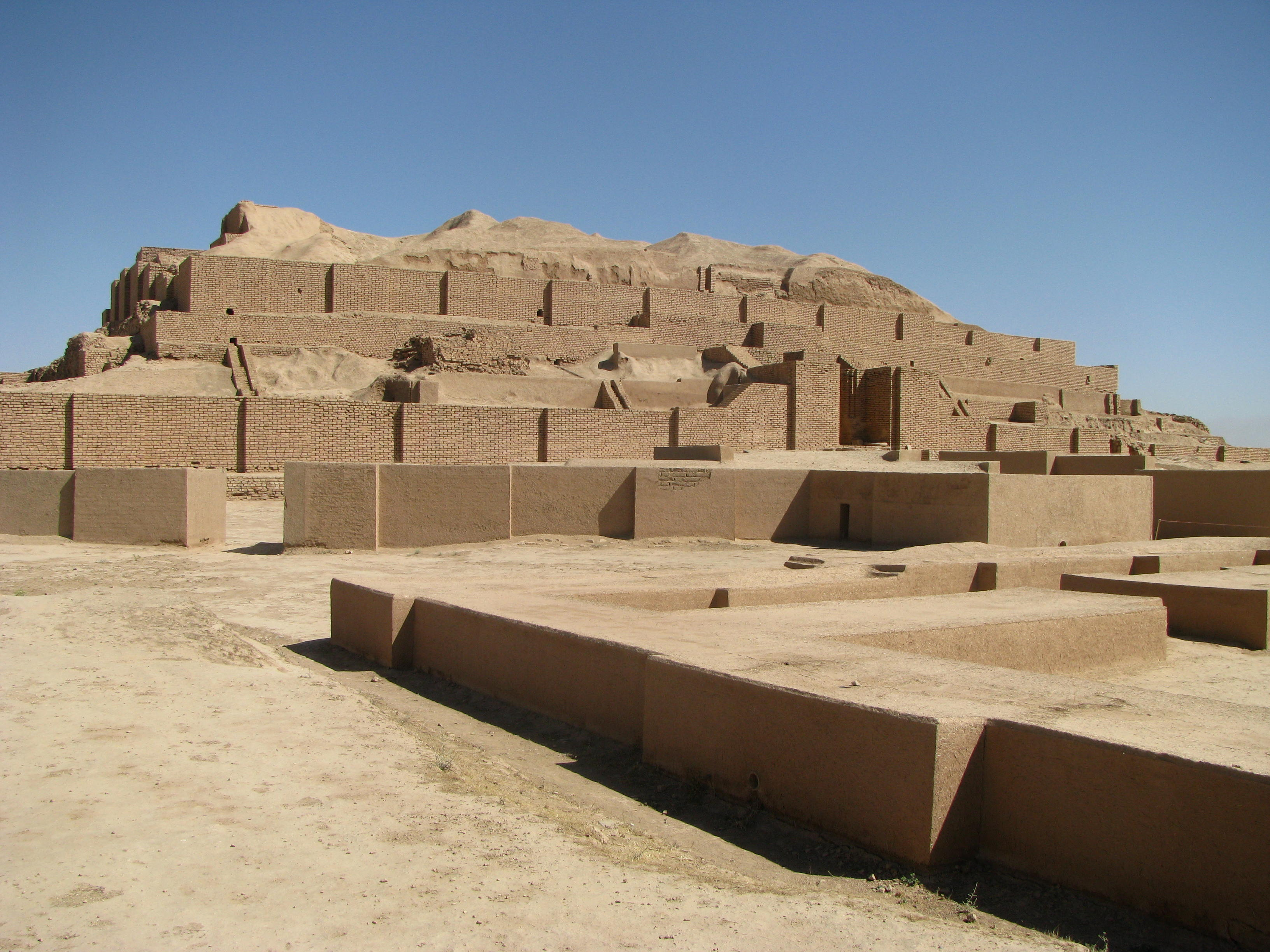
زیگورات عیلامی دوراونتاش در چغازنبیل خوزستان، ایران، حدود ۱۳۰۰ سال پیش از میلاد

پس از آن هم پرستشگاه‌ها بر بالای کوه‌ها همانند کوه‌ها ساخته شده‌اند. معماری بناهای کوه مانند در سرزمینهایی که به گونه‌ای طبیعی از کوه بی‌بهره بوده‌اند بیشتر نمایان است از جمله ۳۲ زیگوراتی که در منطقهٔ میان رودان و فلات ایران شناسایی شده‌اند.
زیگوراتها بناهای خشتی توپری بوده‌اند که همانند پلکان ساخته می‌شدند، همچون موجود زنده‌ای که از خاک آفریده شده و به سوی آسمان پیش می‌رود. موقعیت قرارگیری آن‌ها به شکلی بوده که چهار گوشه آن‌ها رو به چهار جهت اصلی باشد. بیشتر آن‌ها ۳، ۵ یا ۷ طبقه با ارتفاع تا ۱۰۰ متر که سر برافراشته‌اند و از رنگ سیاه در طبقه پایین به رنگ طلایی در بالاترین طبقه می‌رسند. بر روی بدنه زیگوراتها معمولاً نوشته‌هایی برای شناساندن بنا، بازگویی علت ساخت و بانی و سازنده آن حک می‌شده که وسیله ارتباط با زمان‌های تا ۸۰۰۰ سال قبل را برایمان میسر کرده است.
امروزه نیز سازه‌های شبیه زیگورات در معماری مدرن مشاهده می‌گردند.
بزرگ‌ترین و سالمترین زیگورات باقی‌مانده جهان زیگورات چغازنبیل (زنبیل وارونه) است که به دست اونتاش گال پادشاه عیلامی برای خدای اینشوشیناک حدود ۱۲۵۰ سال پیش از میلاد، در ۴۲ کیلومتری جنوب شرقی شهر باستانی شوش ساخته شده است. این زیگورات با ابعاد ۱۰۳در۱۰۳ متر و به بلندای ۵۲ متر در ۵ طبقه ساخته شده بود که اکنون ۲۵متر از آن برجای مانده است.

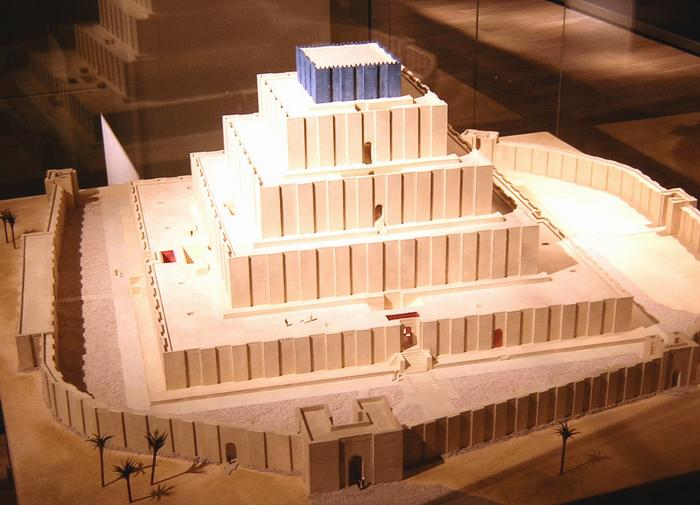
ماکت زیگورات چغازنبیل

هر ساله مردمان زیادی از شوش، شوشتر و اطراف جهت انجام مناسک آیینی ویژه به این مکان می‌آمده‌اند. در پیرامون زیگورات و دشت پهن و زیبای نزدیک دز مقیم می‌شدند. در روز برپایی آیین‌ها، خدایان موجود در پرستشگاه که با هدف یگانگی و یکپارچگی مردم در این مکان گرد آمده بودند را به بیرون، تا رود دز برده و سپس با قایق به بالادست رود، جایی که لوله‌های سفالین آبرسانی به منطقه یافت شده می‌بردند و از آنجا پیاده به نیایشگاه بازمی‌گرداندند. پیمودن مسیری نزدیک به ۱۰ کیلومتر چه بسا در یک روز را شاید بتوان «حج عیلامی‌ها» نامید.
زیگورات دارای طبقات جداگانه بوده که راه‌های دسترسی متفاوت دارند و اجازه ورود به هر طبقه از دروازه ورودی آن مشخص بوده است. وجود طاقهای گهواره‌ای در پلکان‌ها و راهروها، ساخت یک سیستم پیشرفته آبرسانی و تصفیه آب جهت شرب عبادتگران، وجود آفتاب سنج‌های آجری جهت رصد و استخراج تقویم آفتابی و تعیین اعتدال‌های بهاری و پاییزی و انقلاب‌های تابستانی و زمستانی و تعیین فصلها، متن مشترک نقش بسته بر روی تعداد زیادی از ۵۰۰۰ آجر نوشته دار و امکان چیزی شبیه به صنعت چاپ در آنها، کشف حیوانی به شکل گاو نر نسبتاً بزرگ از جنس سفال لعابدار مسلح شده با مفتول‌های فلزی که عنوان نگهبان یکی از دروازه‌ها را داشته، کلون‌ها و لولاهای در و پاشنه‌های سنگی، مهره‌هایی از جنس خمیر شیشه و انگشتر مفرغی با روکش طلای قلم‌زنی شده، وجود سکوهایی که محراب، قربانگاه، پایه مجسمه یا تریبون سخنرانی خوانده شده‌اند از جمله شگفتی‌های این معبد زیبای تاریخی است که با جلوهٔ طبیعت اطراف و مناظرهٔ ماه و خورشید به هنگام غروبش از عزیزترین مکان‌های سرزمین گرانقدرمان است.
این زیگورات در سال ۱۹۷۹ در یونسکو به ثبت رسیده و نمایندهٔ زیگوراتها در شرق باستان به‌شمار می‌آید.
برخی از سایر زیگوراتها عبارتند از:

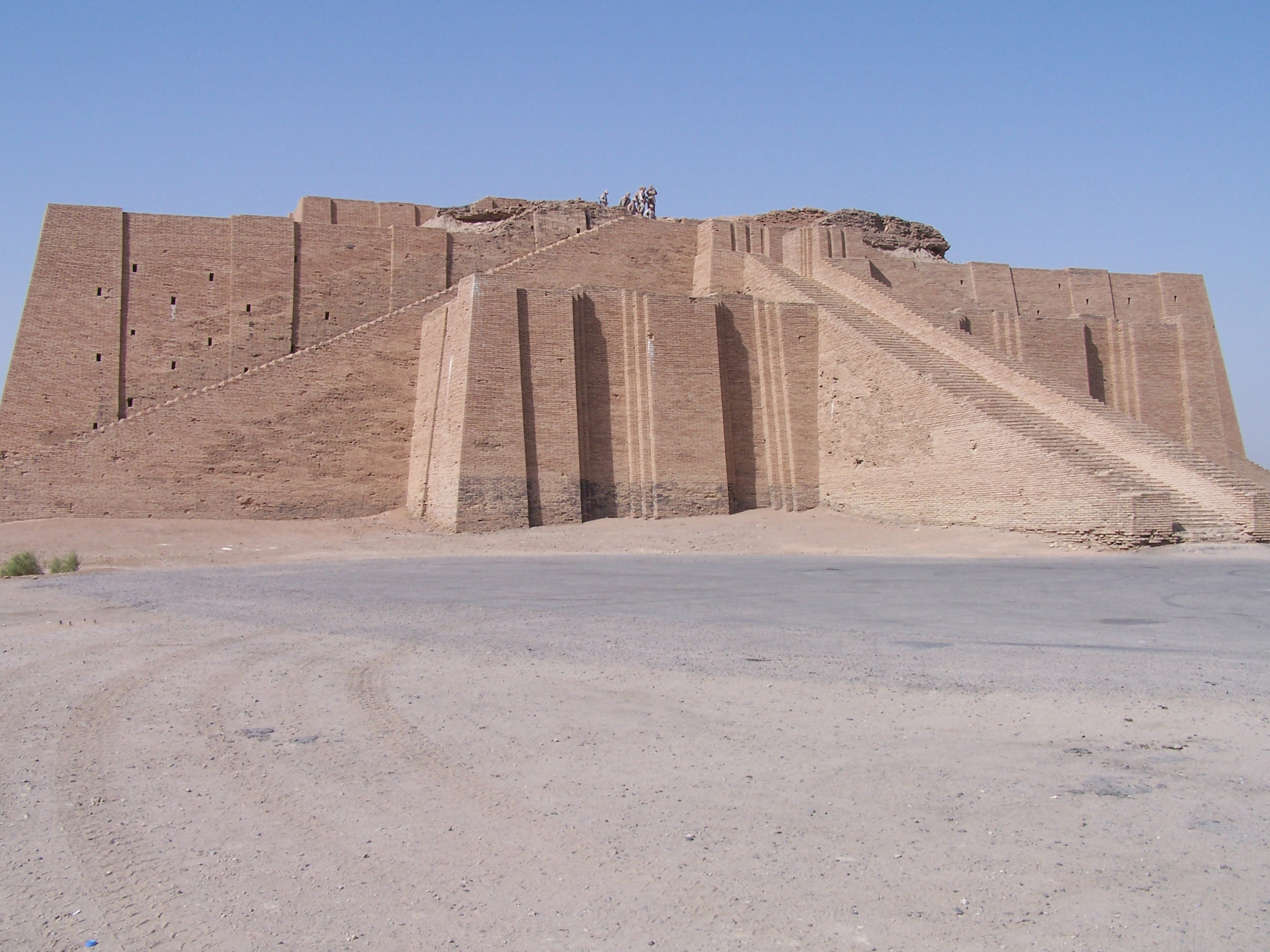
نمای بازسازی شده جزئی و پله‌های دسترسی زیگورات اور، که در اصل توسط اور-نمو ساخته شد، حدود ۲۱۰۰ سال پیش از میلاد

زیگورات سیلک کاشان کهن‌ترین زیگورات جهان در تپه سیلک، زیگورات خدای ماه «نانا» در اور، زیگورات «مردوخ» در بابل که اتمنانکی (پی زمین و آسمان) شناخته می‌شد، زیگورات خدای توفان «انلیل» و زیگورات «لارسا» به معنای خانهٔ پیوند آسمان و زمین.
زیگورات بنای خشتیِ توپُری است که سطح خارجیِ آن دارای پوششی از آجر است. ابعاد زیگورات‌ها مربع یا مستطیل و اندازهٔ آن‌ها متغیر است. برای نخستین بار در فلات مرکزیِ ایران نیز از بقایای زیگوراتی در سیَلک کاشان خاک برداری شده است. تاکنون هیچ‌یک از زیگورات‌های شناسایی شده به‌طور سالم و کامل باقی نمانده است و به همین سبب ارتفاع اصلیِ آنان مشخص نیست. دسترسی به بالایی‌ترین طبقهٔ زیگورات به‌وسیلهٔ پلکان یا راه شیب‌دار است؛ کهن‌ترین زیگورات‌هایی که تاکنون کشف شده:
1. زیگورات سیَلکِ کاشان: سازندهٔ این زیگورات مشخص نشده، ولی تاریخ ساخت این بنا به سه الی چهار هزار سال قبل از میلاد می‌رسد.
2. زیگورات اور: «اور نمو»، مؤسس سلسله سوم اور، در سال ۲۱۰۰ قبل از میلاد در شهر اور (عراق فعلی) این زیگورات را بنا کرد.
3. زیگورات چغازنبیل: در جنوب‌غربی ایران نزدیک شهر شوش واقع شده و سالم‌ترین زیگورات باقی‌مانده در جهان است و تاریخ بنای آن به ۱۲۵۰ سال قبل از میلاد می‌رسد. این زیگورات توسط اونتاش گال، پادشاه دورهٔ ایلام، ساخته شده است.
4. زیگورات دورشاروکین: «سارگون» دوم، پادشاه آشور میانی، در حدود ۷۰۰ سال قبل از میلاد این زیگورات را بنا کرد.

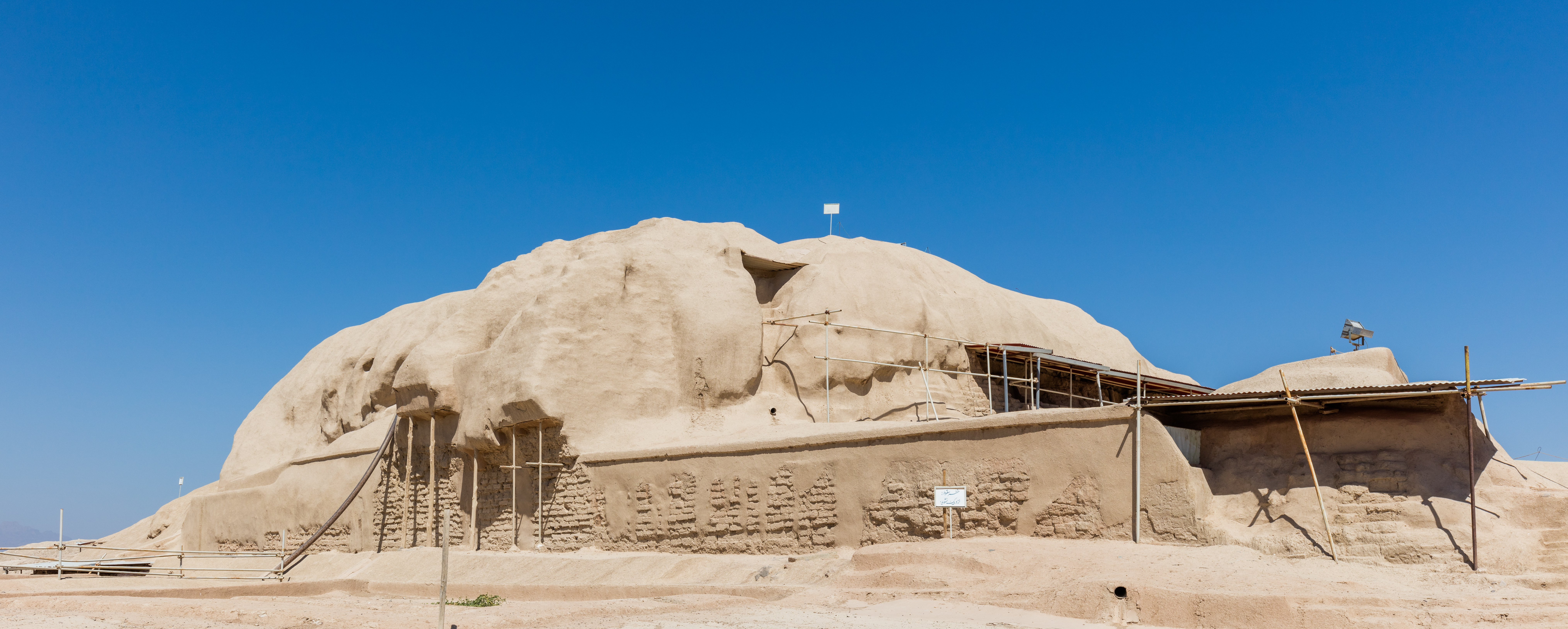
زیگورات تپه سیلک کاشان

تمدن سومر دارای چند زیگوارت معروف است؛ زمین‌های مسطح با معبدهایی در ارتفاع. این‌گونه زیگورات‌ها شاید الهام‌بخش برای سازندگان برج بابل بوده است. این زیگورات‌ها باارتفاع‌های بسیار بلند با آجرهای ساخته شده در گل و نپخته ساخته می‌شدند. این ساختمان‌ها از پایین به بالا از نظر عرض کوچکتر و کوچکتر می‌شوند و در مرتفع‌ترین نقطه معبد وجود دارد. پلکان‌هایی در اطراف برای دسترسی به معبد وجود داشت.

روی بدنهٔ این زیگورات‌ها معمولاً نوشته‌هایی برای معرفی بنا، توضیح علت ساختن و بانی و سازندهٔ آن حک شده است.
امروزه نیز ساختمان‌های شبیه زیگورات در معماری مدرن دیده می‌شود.